# Barad-dûr
Barad-dûr je izmišljena kula iz knjige i filma Gospodar prstenova pisca J.R.R. Tolkiena. 
Kulu Barad-dûr napravio je Sauron. Nalazi se u Mordoru. Sauron je iz nje nadgledao Međuzemlje. Barad-dûr je srušen kada su se na kraju Drugog doba ljudi i vilenjaci ujedinili u Posljednji savez, ali kako Jedinstveni Prsten nije bio uništen, temelji su ostali jer su udareni pomoću Prstena. Sauron ju je ponovo podigao i pojavio se na njenom vrhu kao plamteće oko. Frodo Baggins ju je vidio svaki put kada bi navukao Prsten te kada je pogledao u Galadrielino ogledalo. Kada je Sauron uništen, Barad-dûr konačno je bio srušen i od njega su ostale samo ruševine.